# Diglyphomorpha aurea
Diglyphomorpha aurea är en stekelart som först beskrevs av Howard 1894.  Diglyphomorpha aurea ingår i släktet Diglyphomorpha och familjen finglanssteklar. Inga underarter finns listade i Catalogue of Life.